# Kreis Weißwasser
Der Kreis Weißwasser, obersorbisch Wokrjes Běła Woda, war von 1952 bis 1990 eine Verwaltungseinheit im Bezirk Cottbus in der DDR. Der im sorbischen Siedlungsgebiet gelegene Kreis bestand nach der deutschen Wiedervereinigung als Landkreis Weißwasser im Land Sachsen bis zur Kreisreform 1994 weiter. Sein Gebiet liegt heute im Landkreis Görlitz. Kreissitz war die namensgebende Stadt Weißwasser.

## Geographie

### Lage
Der Kreis Weißwasser lag im südöstlichen Teil der DDR an der deutsch-polnischen Grenze. Prägend für das gesamte Kreisgebiet sind weitläufige Wälder, die erst seit der Mitte des 19. Jahrhunderts durch Landwirtschaft, Industrialisierung, Tagebaue und den Truppenübungsplatz Oberlausitz in größerem Maße gelichtet werden.
Im Nordosten des 425 Quadratkilometer großen Kreisgebiets liegt der Muskauer Faltenbogen, dessen höchste Erhebung der 163 Meter hohe Drachenberg ist. Durch Abhaldung des Aufschlussabraums des Tagebaus Nochten entstand im Nordwesten bis 1974 die 420 Hektar große Außenhalde Mulkwitz, die sich bis zu 34 Meter über das umgebende Gelände erhebt. Die höchste Erhebung jedoch liegt im Süden des Kreisgebietes. Durch Verkippung des Aufschlussabraums des Tagebaus Reichwalde entstand von 1985 bis 1987 die Außenhalde Reichwalde, die sich bis zu 40 Meter über dem umliegenden Gelände erhebt.
Durch das mittlere Kreisgebiet verläuft in Ost-West-Richtung eines der größten Binnendünengebiete Mitteleuropas. Die bis zu 25 Meter hohen und teilweise mehrere Kilometer langen Dünen wurden durch tagebauliche Inanspruchnahme teilweise zerstört.
Über das Kreisgebiet sind eine Vielzahl von natürlichen aber auch künstlich entstandenen Teichen und Seen verteilt. Zu den größten gehören im Norden der Halbendorfer See, der Jahnteich und Braunsteich. Das südliche Kreisgebiet ist Teil der Oberlausitzer Heide- und Teichlandschaft.
Die Lausitzer Neiße begrenzte den Kreis im Osten, die Westgrenze wurde teilweise durch die Spree und den Schwarzen Schöps gebildet. Zwischen Spree und Neiße verläuft die Nordsee-Ostsee-Wasserscheide unter anderem durch die Kreisstadt. Landschaftsbestimmende Nebenflüsse der Spree sind die Struga im Norden, sowie im südlichen Kreisgebiet der Schwarze Schöps und dessen Nebenfluss, der Weiße Schöps.

### Nachbarkreise
Der Kreis Weißwasser grenzte gegen den Uhrzeigersinn im Norden beginnend an die Kreise Forst, Spremberg, Hoyerswerda und Niesky. Im Osten grenzte er an Polen.

## Geschichte
Durch Befehl der Sowjetischen Militäradministration wurde der westlich der Lausitzer Neiße gelegene Teil des Landkreises Rothenburg (Ob. Laus.) am 9. Juli 1945 in das Land Sachsen umgegliedert und im Oktober des Jahres der Verwaltungssitz nach Weißwasser verlegt. Am 16. Januar 1947 wurde der Landkreis mit dem benachbarten Landkreis Görlitz zu einem neuen Landkreis Weißwasser-Görlitz zusammengeschlossen, dessen Sitz im September 1947 von Weißwasser nach Niesky verlagert wurde. Dem folgte am 12. Januar 1948 die Umbenennung in Landkreis Niesky.
Bei der Verwaltungsreform in der DDR, die am 25. Juli 1952 in Kraft trat, wurde der Kreis Weißwasser aus dem nördlichen Teil des Landkreises Niesky gebildet. Kromlau war die einzige Gemeinde, die vorher zum Landkreis Sorau (Lausitz) gehörte. Das Kreisgebiet ist nahezu deckungsgleich mit dem westlich der Neiße gelegenen, größeren Teil der Standesherrschaft Muskau, der bereits seit Jahrhunderten bis auf Kromlau, Pechern und Wunscha alle Orte nördlich der beiden Schöpsflüsse angehörten.
Am 17. Mai 1990 wurde der Kreis in Landkreis Weißwasser umbenannt.
Nach der politischen Wende 1989/90 entstand die Diskussion um die Zugehörigkeit des Kreises Weißwasser zu dem auf dem Gebiet der DDR wiederzuerrichtenden Land Brandenburg und Freistaat Sachsen. Am 13. Februar 1990 lösten Vertreter des Sorbischen Runden Tisches mit ihrem Plädoyer für einen Anschluss des Bezirkes Cottbus an Sachsen die öffentliche Debatte über die Länderzugehörigkeit aus. Sie verfolgten damit das Ziel einer einheitlichen Zuordnung ihres Siedlungsgebietes in einem einzigen Bundesland. Anderer Ansicht waren naturgemäß die Vertreter der Bezirke, die im Großen und Ganzen das zukünftige Land Brandenburg bilden würden, insbesondere der Rat des Bezirkes Cottbus. Insbesondere gegen die vermeintlichen Vorentscheidungen wandten sich mehrere Bürgergruppen aus den betroffenen Kreisen, auch mit Unterschriftensammlungen. Dies führte letztlich zu einer Volksbefragung, deren Ergebnis in Weißwasser am 21. Juli 1990 ausgezählt wurde. Eine deutliche Mehrheit von 82,2 % der Bürger stimmte für die Rückkehr zu Sachsen. Diesem Ergebnis wurde mit dem Ländereinführungsgesetz Rechnung getragen.
Im Zuge der sächsischen Kreisreform wurde der Landkreis Weißwasser am 1. August 1994 mit dem Landkreis Niesky und Teilen des Landkreises Görlitz zum Niederschlesischen Oberlausitzkreis zusammengeschlossen. Erich Schulze, bereits seit 1990 Landrat des Landkreises Weißwasser, wurde zum Landrat des neuen Kreises gewählt. Durch eine erneute Kreisgebietsreform wurde am 1. August 2008 der Niederschlesische Oberlausitzkreis mit dem Landkreis Löbau-Zittau und der zuvor kreisfreien Stadt Görlitz als neuem Kreissitz zum neuen Landkreis Görlitz zusammengeschlossen.

### Kodierungen
Die vierstelligen DDR-Postleitzahlen des Kreises folgten dem Schema 75**, seit der Einführung der fünfstelligen Postleitzahlen 1993 gehört das ehemalige Kreisgebiet zum Postleitzahlenbereich 029**.
Telefonvorwahlen seit 1992 sind 03576 für Weißwasser und 03577* im Umland.

## Politik

### Wappen

Wappen des Landkreises

Am 25. Oktober 1990 beschloss der Kreistag die Einführung eines Wappens. Es basiert, typisch für Landkreise der Oberlausitz, auf dem Wappen der Stadt Bautzen. Die weißen Wellen auf blauem Grund sind eine doppelte Andeutung des Namens, zum einen in ihrer W-Form, zum anderen durch ihre Farbe. Die Genehmigung des Wappens durch das Regierungspräsidium Dresden erfolgte am 22. März 1991.
Blasonierung
Im Blau über goldener Mauer mit drei Zinnen zwei silberne Wellenbalken in Form eines stilisierten Buchstaben W.

## Wirtschaft

### Landwirtschaft
Ein großer Teil der landwirtschaftlichen Nutzflächen sind sandige Heideböden mit geringer Ertragsleistung. Anfang der achtziger Jahre wurden 90,7 % der Fläche von den zwei Landwirtschaftlichen Produktionsgenossenschaften (LPG Pflanzenproduktion) des Kreises bearbeitet. Die LPG (P) Halbendorf bewirtschaftete 6769 ha (67,69 km²) im nördlichen und östlichen Kreisgebiet zwischen Mulkwitz und Pechern, während die LPG (P) Rietschen 3543 ha im südlichen Kreisgebiet bewirtschaftete. Stützpunkte der beiden Genossenschaften waren über das gesamte Kreisgebiet verteilt.
In den sieben LPG Tierproduktion wurde der Großteil des Nutzviehs gehalten. Im Jahr 1983 waren das 98,1 % der Milchkühe, 92,4 % der Mastrinder, 92,5 % der Schweine und 83,3 % Schafe. Standorte befanden sich in den Gemeinden Daubitz, Halbendorf, Kringelsdorf, Schleife, Trebendorf, Viereichen und Weißkeißel.

### Industrie
In der Wirtschaft der DDR hatte der Kreis Weißwasser große Anteile in der Glasproduktion sowie Kohleförderung und -verstromung. Bedeutende Rohstoffe neben der Braunkohle sind Raseneisenerz, Alaun sowie hochwertige Tonminerale.
In Weißwasser wurde seit 1872 Glas produziert. Zur Jahrhundertwende hatte sich der Glasmacherort zum europäischen Zentrum der Glasproduktion entwickelt, die in den letzten beiden Jahren des Zweiten Weltkrieges jedoch zusammenbrach. Nach dem Krieg wurde die Produktion wieder aufgenommen und so ausgebaut, dass zeitweise 20.000 Menschen in der Glasproduktion beschäftigt waren. Im Zusammenhang mit der politischen Wende in Ostmitteleuropa und Osteuropa sowie dem damit verbundenen Wegfall eines großen Exportmarktes kam es zum zweiten Zusammenbruch der Glasproduktion im Kreis, so dass nur noch einige hundert Arbeiter in der Glasproduktion tätig waren.
Durch die Inbetriebnahme der Blöcke 13 und 14 (1978 und 1980) hatte das Kraftwerk Boxberg eine installierte Leistung von 3520 MW erreicht und war damit zeitweise das größte Kraftwerk der DDR. Von ihm gingen etwa 20 % der Energieproduktion der DDR aus. Diese Energie wurde hauptsächlich durch Kohle aus dem Tagebau Nochten bezogen. 1982 wurden 23,4 Millionen Tonnen Rohbraunkohle im Kreis Weißwasser gefördert, das sind etwa neun Prozent der Gesamtförderleistung desselben Jahres in der DDR. In den achtziger Jahren wurde mit dem Tagebau Reichwalde ein weiterer großflächiger Braunkohletagebau aufgeschlossen.
Der Krauschwitzer Ortsteil Keula ist Standort der Keulahütte, des größten metallverarbeitenden Betriebs des Landkreises.

## Gemeinden
Am 3. Oktober 1990 bestand der Landkreis Weißwasser aus 25 Gemeinden, davon zwei Städte:

Städte
- Bad Muskau, obersorbisch Mužakow
- Weißwasser, Běła Woda

Gemeinden
- Boxberg, Hamor
- Daubitz, Dubč, 1992 nach Rietschen eingemeindet
- Gablenz, Jabłońc
- Groß Düben, Dźěwin
- Halbendorf, Brězowka
- Klein Priebus, Přibuzk, 1994 nach Krauschwitz eingemeindet
- Krauschwitz, Krušwica
- Kringelsdorf, Krynhelecy
- Kromlau, Kromola
- Mühlrose, Miłoraz
- Mulkwitz, Mułkecy
- Nochten, Wochozy, 1994 nach Boxberg eingemeindet
- Pechern, Pěchč, 1994 nach Krauschwitz eingemeindet
- Reichwalde, Rychwałd
- Rietschen, Rěčicy
- Rohne, Rowno
- Sagar, Zagor, 1994 nach Krauschwitz eingemeindet
- Schleife, Slepo
- Skerbersdorf, Skarbišecy, 1994 nach Krauschwitz eingemeindet
- Teicha, Hatk, 1992 nach Rietschen eingemeindet
- Trebendorf, Trjebin
- Viereichen, Štyri Duby, 1992 nach Rietschen eingemeindet
- Weißkeißel, Wuskidź

Durch Eingemeindungen reduzierte sich die Zahl der Gemeinden bis zur Auflösung des Kreises von 25 auf 17. Im Niederschlesischen Oberlausitzkreis hat sich die Zahl der eigenständigen Gemeinden auf dem Territorium des ehemaligen Landkreises Weißwasser durch weitere Zusammenschlüsse bis 1999 auf zehn reduziert.
Ehemalige Gemeinden
Vor 1990 existierten im Kreis Weißwasser noch folgende Gemeinden:
- Altliebel, Stary Lubolń, am 1. Januar 1973 zu Viereichen
- Haide, Hola, am 1. Januar 1974 zu Weißkeißel
- Hammerstadt, Hamoršć, am 1. Januar 1973 zu Viereichen
- Sprey, Sprjowje, am 1. Januar 1974 zu Boxberg
- Tzschelln, Čelno, am 1. Januar 1977 zu Weißwasser
- Tränke, Napojka, am 1. Oktober 1962 zu Rietschen
- Wunscha, Wunšow, am 1. Januar 1986 zu Viereichen

### Wüstungen
Alle Ortschaften, die auf dem Kreisgebiet während des Bestehens des Kreises wüst wurden, waren direkt oder indirekt vom Braunkohleabbau oder die Vergrößerung des Truppenübungsplatzes betroffen. Gewüstet wurden:
- Brand, sorbisch Spalene
- Tränke, Napojka
- Tzschelln, Čelno
- Gemeinde Viereichen teilweise
  - Altliebel, Stary Lubolń
  - Berg Schäferei, Hora
  - Linda, Podlipa
  - Mocholz, Mochowc
  - Viereichen, Štyri Duby
  - Zweibrücken, Zamosty
- Gemeinde Wunscha gänzlich
  - Publick, Publik
  - Reichwalder Schäferei Mosty
  - Schadendorf, Pakosnica
  - Wunscha, Wunšow

Für den Bau des Kraftwerks Boxberg und die Erschließung des Tagebaus Nochten wurde es notwendig, den militärischen Übungsbetrieb an diesen Stellen einzustellen. Infolgedessen wurde der Truppenübungsplatz Nochten in den östlichen Teil der Muskauer Heide verlagert. Der Ort Haide, der sich in diesem Gebiet nahe der Bundesstraße 115 befindet, blieb erhalten. Die weiter östlich gelegene Siedlung Brand sowie die südöstlich gelegene Siedlung Tränke wurden für den Übungsbetrieb gewüstet.
Dem Tagebau Nochten musste mit Tzschelln ein Ort gänzlich weichen. Mühlrose und Nochten wurden für diesen Tagebau teildevastiert. Der wesentlich kleinere Tagebau Reichwalde wurde in den achtziger Jahren in einer dichter besiedelten Region aufgeschlossen. Durch ihn erfolgten 1984 bis 1986 die Ortsabbrüche der Gemeinde Wunscha. Anfang der neunziger Jahre erfolgten Ortsabbrüche in der Gemeinde Viereichen.

## Kfz-Kennzeichen
Den Kraftfahrzeugen (mit Ausnahme der Motorräder) und Anhängern wurden von etwa 1974 bis Ende 1990 dreibuchstabige Unterscheidungszeichen, die mit dem Buchstabenpaar ZS begannen, zugewiesen. Die letzte für Motorräder genutzte Kennzeichenserie war ZU 20-01 bis ZU 30-00.
Anfang 1991 erhielt der Landkreis das Unterscheidungszeichen WSW. Es wurde bis zum 31. Juli 1994 ausgegeben. Seit dem 9. November 2012 ist es im Landkreis Görlitz erhältlich.